# NVision Czech Republic
NVision Czech Republic a.s. — чешская телекоммуникационная компания.

## История
Основана 31 августа 1993 году, как STROM telecom, spol.s.r.o.
До 1998 года предприятие располагалось в городе Бенешов, с середины 1998 в Доубравицах.
С 15 июля 1998 года сменила официальное название на STROM telecom, s.r.o.
6 января 2006 года преобразована в акционерное общество STROM telecom, a.s.
13 февраля 2007 года переименована в SITRONICS Telecom Solutions, Czech Republic a.s.
16 декабря 2013 года переименована в NVision Czech Republic a.s.

## Деятельность

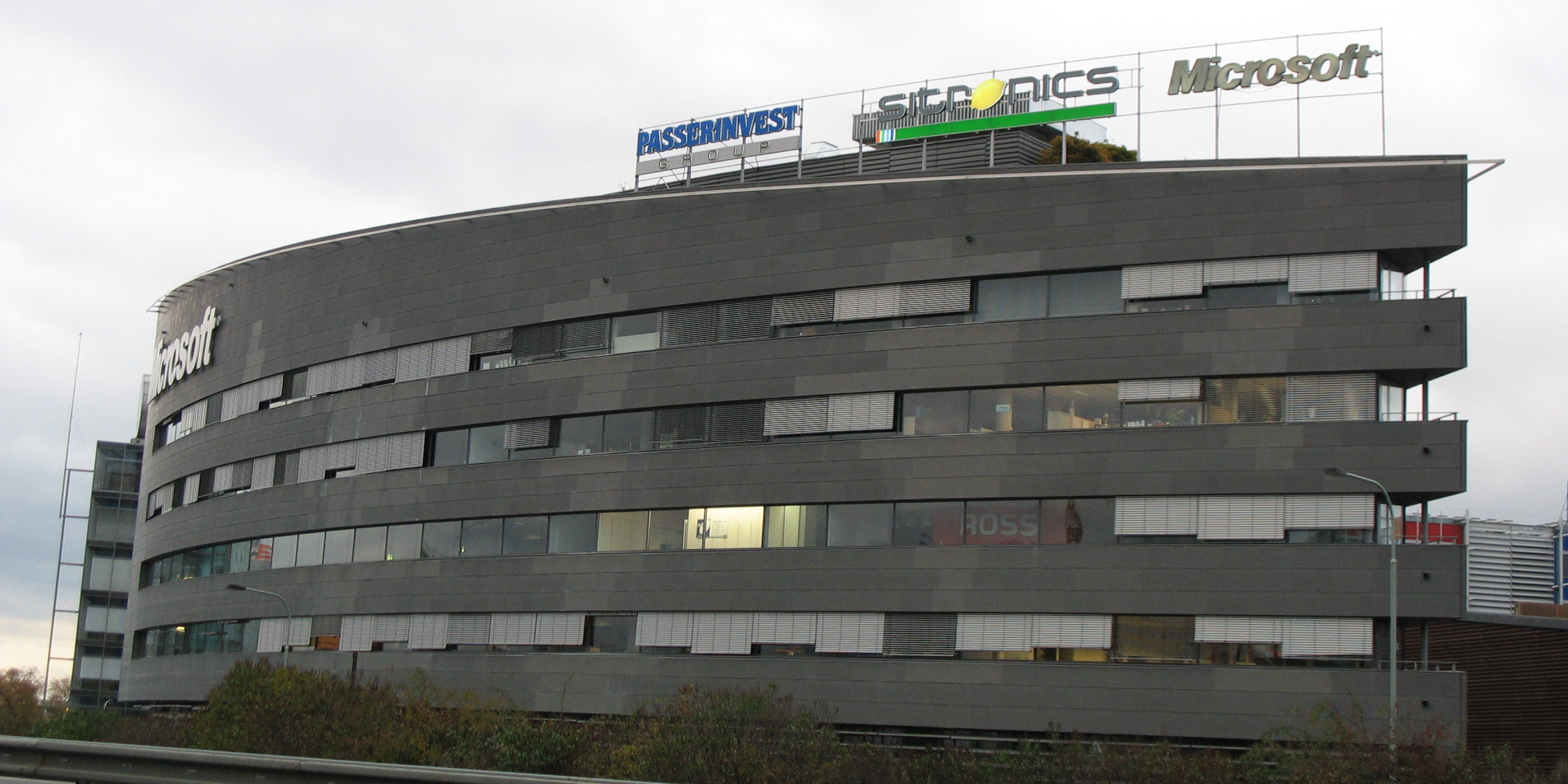
Одно из зданий, где располагаются офисы компании

В феврале 2000 года было создано дочернее предприятие в Новосибирске — ООО «ИнтерТел Сибирь», которое специализируется на разработке программных и аппаратных средств связи, распространения и технической поддержки продуктов компании Sitronics Telecom Solutions. В 2009 году предприятие было ликвидировано.